# Dryopteris crinita
Dryopteris crinita là một loài dương xỉ trong họ Dryopteridaceae. Loài này được Poir.e O.Ktze. mô tả khoa học đầu tiên năm 1891.
Danh pháp khoa học của loài này chưa được làm sáng tỏ. 